# 包致金侄女案
包致金侄女案是一宗於2010年在香港引起廣泛關注的案件，案中女被告Amina Mariam Bokhary（時任終審法院常任法官包致金之侄女、香港交易所獨立非執行主席夏佳理之外甥女）於2010年1月27日醉酒駕駛、拒絕接受酒精呼氣測試及掌摑制止她離開的警員，過程被電視台攝影師攝錄及轉播。其後又在警署內掌摑及踢倒一名女警員。縱使她已有兩次襲警罪案底，但於同年8月的一審聆訊中，裁判官阮偉明裁判被告感化一年，即毋須入獄。判決在香港社會引起爭議，部分更對香港司法制度的公信力提出質疑。同年12月23日，經過律政司上訴，被告因為違反感化令7項條款中的5項，被判處即時入獄6週。2011年1月22日，Amina Mariam Bokhary服刑期滿獲釋。

## 事件背景
2010年1月27日凌晨，Amina Mariam Bokhary在香港島跑馬地司徒拔道駕駛，其座駕迎頭撞向一輛巴士，車頭嚴重損毀，幸無人受傷。警務人員接報到場，發現女事主滿身酒氣，站在其車旁。警務人員多次要求她接受酒精測試，但她多番拒絕，又向警務人員表示：「I don't know what you say.（我不知道你說甚麼）」，警務人員遂以英語閱讀警告書，及說明車禍司機必須接受酒精測試，惟她漠視，繼續以手提電話致電，期間不斷高叫：「I don't care, I need to leave...（我不管，我要離開）」，企圖轉身離開時，遭到交通部警員鄧文偉阻止，女事主大叫「Don't touch me!（不要觸摸我）」 後，隨即掌摑該警員，警員呆了一下，一秒後掩著臉、慢慢倚靠路旁，然後指著女事主說：「拉佢！（拘捕她）」，同時以對講機向指揮及控制中心報告：「我畀個女人打咗一下，隻耳仔轟轟聲，紅晒呀，依家聽唔倒嘢！」，其後被送往醫院。
Amina Mariam Bokhary被扣上手銬後，被押往警署接受調查，到達警署後她再掌摑及踢倒女警員余嘉慧。事後，警務處控告她襲警、拒絕接受呼氣酒精測試及醉酒駕駛共3項罪名，惟在警署內掌摑及踢倒女警員余嘉慧則無檢控。

### 案底
2001年6月，Amina Mariam Bokhary在中環一家酒吧外與男朋友爭執，以木盤擊碎酒吧燈，及襲擊趕往現場的警務人員的背部，事後被裁定刑事毀壞及襲警罪成，罰款9,000港元。2008年7月，她酒後乘坐的士，欲以信用卡繳付十多港元的車資，被司機拒絕後，怒以信用卡擲向司機及踢對方，一名女性警務人員到場時再遭到她襲擊。她承認普通襲擊罪和襲警罪，被判處240小時社會服務令及賠償的士司機1,000港元。

## 審訊
2010年8月2日，Amina Mariam Bokhary承認襲警、不小心駕駛及沒有提供酒精呼氣樣本共3項控罪，裁判官阮偉明參考過她的感化報告後指，她有美滿家庭及接受過良好的教育，在大學修讀商業管理，並且以一級榮譽的名銜畢業，但是數年前因為精神問題而酗酒。裁判官稱她本性並無暴力傾向，不是壞人，而是需要幫助的病人，因而輕判。次日，阮偉明判處被告接受感化一年，首3個月在美國加利福尼亞州一所治療中心住院接受治療，回到香港後有關部門將會繼續跟進其酗酒的情况，每4個月聽取其進度報告；其餘拒絕提供呼氣樣本及不小心駕駛罪，則分別被罰款8,000元及停牌1年。
其後，律政司向原審裁判官阮偉明申請覆核。同年8月6日，裁判官阮偉明在覆核中，質疑律政司為何不直接上訴，他再次強調被告是病人而非壞人，堅持維持原判。律政司於當日晚上上訴，案件交由高等法院審理。

## 爭議

### 審訊
判決隨即引起香港社會廣泛質疑，警務處認為其判刑過輕，打擊執法人員的士氣，亦令到警務人員日後難以執法。由於Amina Mariam Bokhary是終審法院常任法官包致金的姪女，輿論皆認為其輕判是官官相衛。
裁判官阮偉明在判刑時指出對方「背景良好」及「一級榮譽畢業」，在社會上引起爭議。大律師陸偉雄指出，法官指出其家庭背景，是考慮家人將會支持被告，教育背景則反映對方會否放棄自己及作出努力，與被告是否有錢和入讀名牌大學無關。香港人權監察則指背景良好的理據比較多套用在青少年犯人身上，對於屢犯者作用不大；法官將成年犯的家境當成正面因素，並不恰當。

### 控罪
由於香港歷史原因，香港就襲警罪行存有兩條刑罰不一的法規，分別為《警隊條例》（第232章）第63條及《侵害人身罪條例》（第212章）第36（b）條。其中《警隊條例》的最高懲罰是罰款5,000港元和監禁半年；而《侵害人身罪條例》因為針對「襲擊、抗拒或故意阻撓」執勤警員，最高可以判監兩年。包致金侄女雖然已經是第四度襲擊（其中一次不獲提控），惟警務處引用刑事責任比較低的《警隊條例》控罪，民間人權陣線警權組召集人王浩賢批評警務處與律政司胡亂興訟，而裁判官阮偉明只是按照條例作為量刑考慮。

### 警務處反應
判刑在警務處內部引起廣泛批評，認為此舉除了打擊前線警務人員的士氣外，日後面對這些「有錢人」時亦不知道應該如何執法。當日被襲擊的警員鄧文偉事後接受訪問時批評「法制腐敗」，指出自己當差20多年來，面對這些「有背景有勢力又有錢」的人，早料判決如此。其被掌摑的片段在網絡上被廣泛傳播，不少人嘲笑他被襲擊後跌倒及喊出「啊」的一聲，演技過差，該片段在Youtube上更被網民惡搞，令到他備受精神困擾。他指出，其女朋友認為其「懦弱無能」，提出分手；就讀小學5年級的女兒亦在校內被同學取笑。
2010年8月9日，警司協會、香港警務督察協會、海外督察協會及香港警察隊員佐級協會代表與多名警務處高層展開會議，要求管理層支持前線人員提出民事索償。協會表示，正在聯絡兩名被襲擊的警務人員，讓他們考慮提出民事索償。

### 公眾反應
該案的一審判決，引起社會及輿論嘩然。有人將「法律面前，人人平等」改成「法律面前，窮人含撚」，並且印制相關主題恤衫抗議；「含撚」為粗口，本意為口交。同年8月8日，約300名香港市民穿上象徵「香港法律已死」的黑衣上街示威，抗議判決偏袒權貴。他們從立法會遊行至禮賓府抗議。

#### 李柱銘回應
資深大律師李柱銘批評社會不應該向法庭施壓，若果法庭眼見群情洶湧，便判處包致金侄女監禁，這只會演變成為暴民統治，損害香港法治。他指出，案中三次襲警卻不判監，是「不尋常」的判決，惟對方今次才首次披露患上躁鬱症，法官判刑時必須考慮此判監會否令到她的情況變壞、對社會有何好處、是否應該讓她接受復康治療。他聲稱若果他是法官，可能作出與阮偉明相同的判決。他認為事件中，最值得注意的是包致金的角色，如果無法證明包致金干預司法、影響判決，公眾根本無理據懷疑阮偉明是因為包致金才輕判。他指出，法官是根據檢控方選擇的條例而量刑，輕判全因為律政司採用罰則比較輕、可以判處緩刑的《警隊條例》檢控當事人。

## 出獄後再度被捕
2019年1月31日晚上，Amina因為在跑馬地駕駛汽車不穩被警員截查，揭發她一直沒有履行參與法庭命令的駕駛改進課程，因此這次遭截查時是正在無牌駕駛而再度被捕。

## 被控刑事損壞罪和盜竊罪獲撤銷
2022年底，Amina疑不滿家傭表現，將家傭的胸圍、銀包等物品從寓所丟落樓，導致地面私家車受損。Amina否認4項刑事損壞罪及1項盜竊罪，案件在2023年5月17日於東區裁判法院受審。審理期間，控方表示涉案私家車的車主在美國接受手術，不想追究，故撤銷其中兩項刑毁罪。

## 引用來源
1. ↑  . 明報新聞網. 2010-01-27  [2010-01-27]. （原始内容存档于2016-03-04）.
2. 1 2  摑警案餘波　四大警察人員協會　與管方共商兩小時：撐兩警向Amina索償, 2010年08月10日, 香港蘋果日報
3. ↑  .   [2021-03-18]. （原始内容存档于2013-01-21）.
4. ↑  . 明報新聞網. Jan 27, 2010  [2010-01-27]. （原始内容存档于2010-04-11）.
5. 1 2  . 明報新聞網. 2010-08-02  [2010-08-09]. （原始内容存档于2010-08-05）.
6. ↑  . 經濟日報. 2010-08-03  [2010-08-09]. （原始内容存档于2010-08-05）.
7. ↑  良好背景無關貧富學歷 （页面存档备份，存于） , 2010-08-04, 明報
8. ↑  . 香港人權監察. 2010-08-05  [2010-08-09]. （原始内容存档于2018-09-28）.
9. 1 2  自言早知道法官姪女獲輕判 捱摑警員：法制腐敗, 2010年8月4日，蘋果日報
10. ↑  .   [2010-08-09]. （原始内容存档于2014-03-10）.
11. 1 2 3 4  李柱銘：公審摑警案傷法治[永久] 2010-08-09, 明報
12. ↑  . 東方日報. 2019-02-01  [2019-02-04]. （原始内容存档于2019-02-04）.
13. ↑  . 明報. 2023-05-17  [2023-05-17]. （原始内容存档于2023-05-26）.